# Linhac
Lignac és un municipi francès, situat al departament de l'Indre i a la regió de Centre – Vall del Loira. L'any 2007 tenia 581 habitants.

## Demografia

### Població
El 2007 la població de fet de Lignac era de 581 persones. Hi havia 257 famílies, de les quals 82 eren unipersonals (41 homes vivint sols i 41 dones vivint soles), 98 parelles sense fills, 65 parelles amb fills i 12 famílies monoparentals amb fills.
La població ha evolucionat segons el següent gràfic:
Habitants censats

### Habitatges
El 2007 hi havia 487 habitatges, 259 eren l'habitatge principal de la família, 161 eren segones residències i 67 estaven desocupats. 469 eren cases i 14 eren apartaments. Dels 259 habitatges principals, 201 estaven ocupats pels seus propietaris, 52 estaven llogats i ocupats pels llogaters i 6 estaven cedits a títol gratuït; 3 tenien una cambra, 37 en tenien dues, 65 en tenien tres, 61 en tenien quatre i 93 en tenien cinc o més. 191 habitatges disposaven pel capbaix d'una plaça de pàrquing. A 141 habitatges hi havia un automòbil i a 76 n'hi havia dos o més.

### Piràmide de població
La piràmide de població per edats i sexe el 2009 era:
| Homes | Edats   | Dones |
| ----- | ------- | ----- |
| 0     | 95 o +  | 0     |
| 8     | 90 a 94 | 4     |
| 0     | 85 a 89 | 8     |
| 0     | 80 a 84 | 20    |
| 24    | 75 a 79 | 24    |
| 24    | 70 a 74 | 36    |
| 12    | 65 a 69 | 28    |
| 16    | 60 a 64 | 28    |
| 8     | 55 a 59 | 8     |
| 20    | 50 a 54 | 24    |
| 16    | 45 a 49 | 8     |
| 24    | 40 a 44 | 4     |
| 8     | 35 a 39 | 4     |
| 24    | 30 a 34 | 36    |
| 12    | 25 a 29 | 24    |
| 0     | 20 a 24 | 4     |
| 0     | 15 a 19 | 8     |
| 24    | 10 a 14 | 16    |
| 12    | 5 a 9   | 20    |
| 12    | 0 a 4   | 20    |

## Economia
El 2007 la població en edat de treballar era de 314 persones, 229 eren actives i 85 eren inactives. De les 229 persones actives 187 estaven ocupades (112 homes i 75 dones) i 41 estaven aturades (19 homes i 22 dones). De les 85 persones inactives 36 estaven jubilades, 19 estaven estudiant i 30 estaven classificades com a «altres inactius».

### Ingressos
El 2009 a Lignac hi havia 255 unitats fiscals que integraven 548 persones, la mediana anual d'ingressos fiscals per persona era de 13.244 €.

### Activitats econòmiques
Dels 27 establiments que hi havia el 2007, 2 eren d'empreses alimentàries, 1 d'una empresa de fabricació d'altres productes industrials, 5 d'empreses de construcció, 7 d'empreses de comerç i reparació d'automòbils, 1 d'una empresa de transport, 1 d'una empresa d'hostatgeria i restauració, 1 d'una empresa d'informació i comunicació, 2 d'empreses immobiliàries, 4 d'empreses de serveis, 2 d'entitats de l'administració pública i 1 d'una empresa classificada com a «altres activitats de serveis».
Dels 7 establiments de servei als particulars que hi havia el 2009, 1 era una oficina de correu, 2 paletes, 1 fusteria, 2 lampisteries i 1 restaurant.
Dels 4 establiments comercials que hi havia el 2009, 1 era una botiga de més de 120 m², 1 una botiga de menys de 120 m², 1 una botiga de material de revestiment de parets i terra i 1 un drogueria.
L'any 2000 a Lignac hi havia 52 explotacions agrícoles que ocupaven un total de 4.625 hectàrees.

## Equipaments sanitaris i escolars
El 2009 hi havia una escola elemental integrada dins d'un grup escolar amb les comunes properes formant una escola dispersa.

## Poblacions més properes
El següent diagrama mostra les poblacions més properes.